# Hanchinal(PH), Bijapur
Hanchinal(PH) là một làng thuộc tehsil Bijapur, huyện Bijapur, bang Karnataka, Ấn Độ.